# Stony Brook (Nowy Jork)
Stony Brook – miejscowość spisowa (obszar niemunicypalny) w Stanach Zjednoczonych, w stanie Nowy Jork, w hrabstwie Suffolk.